# Micella

Sezione trasversale delle strutture che possono essere formate in soluzione acquosa dai fosfolipidi, tra cui la micella, il liposoma e una struttura lamellare a doppio strato, tipica delle membrane cellulari.

Una micella (dal latino micella "particella", diminutivo di mica "briciola") è un aggregato colloidale di molecole (colloide di associazione) formato da un tensioattivo in soluzione e che esiste in equilibrio con le molecole o ioni che concorrono a formare la micella stessa.

## Generalità

Rappresentazione grafica di una micella sferica.

Gli aggregati micellari si formano quando, in condizioni di temperatura uguale o superiore alla temperatura di Krafft, la concentrazione del tensioattivo raggiunge un certo livello critico, denominato concentrazione micellare critica (CMC).
Le strutture delle micelle possono avere diverse forme: sferiche, cilindriche, lamellari e discoidali.
Nei solventi polari in genere la parte idrofobica e lipofila si orienta all'interno di una sfera, mentre la parte idrofila si orienta all'esterno. In solventi apolari l'orientamento è inverso (si parla di micella inversa). La micella inversa è un utilissimo aggregato per far avvenire reazioni chimiche in mezzi non convenzionali, perché al posto del core micellare idrofobico si ha in questo modo una micro goccia di acqua (di dimensioni variabili) confinata nella micella inversa. Dal punto di vista applicativo rappresenta un utilissimo metodo di compartimentalizzazione, utile per far avvenire reazioni chimiche in ambienti non convenzionali (es. reazioni mezzo acquoso asettico).
Come già detto, quando un tensioattivo viene aggiunto in mezzo acquoso non si formano subito le micelle, a patto che non venga una quantità tale da superare la CMC. Prima che il sistema raggiunga la CMC il tensioattivo si dispone all'interfase acqua - aria con le catene idrofobiche verso l'aria e le teste polari verso la fase acquosa. Quando la concentrazione di tensioattivo supera la CMC si verifica l'effetto emulsionante. Ad esempio le micelle formate dai detersivi o dai saponi in soluzione acquosa inglobano al loro interno lo sporco (grasso) favorendone la rimozione.
Oltre che nei detersivi le micelle si mostrano anche nelle mesofasi liotropiche dei cristalli liquidi e intervengono nel meccanismo di numerosi processi biologici. Prodotti commerciali basati su acqua micellare sono utilizzati in alcuni marchi dermatologici come detergenti per occhi e viso.
La formazione di micelle viene sfruttata in cinetica chimica per lo studio delle reazioni chimiche. Altre comuni applicazioni riguardano la solubilizzazione di prodotti per l'agricoltura e delle sostanze coloranti, l'uso in preparati farmaceutici, in processi fotografici, nelle elettrosintesi organiche e come inibitori della corrosione. Altro importante uso riguarda il recupero terziario del petrolio.

## Modelli
Il primo a postulare l'esistenza di ioni colloidali per spiegare la buona conducibilità elettrica di soluzioni di palmitato di sodio fu James William McBain, chimico dell'Università di Bristol, nel 1913. Fu G.S. Hartley nel 1935 a descrivere il primo modello di una micella, concependola come un aggregato pressoché sferico formato da 50 a 200 monomeri disposti con la parte lipofila indirizzata verso la zona centrale e quella idrofila verso l'esterno. Il raggio della micella corrisponde circa alla lunghezza dell'intera catena idrocarburica, mentre negli strati più esterni sono presenti i controioni: lo strato di Stern è formato dalla porzione costituita dai gruppi di testa del tensioattivo che attorniano i controioni, i quali sono fortemente legati; lo strato di Gouy-Chapmann è quello più esterno e contiene i restanti controioni, che in questo caso sono indipendenti dalla micella e possono essere scambiati liberamente in soluzione.
Da notare comunque che l'aggregato micellare non è elettricamente neutro. La ragione di ciò è da ricercare nelle interazione che entrano in gioco nella formazione dell'aggregato e nella loro entità. Le catene idrofobiche interagiscono mediante interazioni a corto raggio, cioè per essere interagenti devono essere molto vicine fra loro. D'altro canto, le porzioni cariche -o al limite polarizzate- interagiscono seguendo la legge di Coulomb, interazioni a lungo raggio. Quando si forma la micella, i gruppi di testa tendono a respingersi, facendo un modo che si abbia una sorta di distorsione nei pressi del gruppo di testa. Se immaginiamo i gruppi di testa completamente neutri, questi si trovano in una condizione che sfavorisce la formazione della micella, in quanto non si ha una parte carica che possa interagire con l'acqua, e quindi ne risulta che il tensioattivo, con la sua catena idrofobica, floccula. Questo spiega perché ad esempio la capacità detergente di un tensioattivo dipende dalla concentrazione di ioni in soluzione (in particolare dello ione carbonato, per i tensioattivi cationici).
La porzione di ioni non associati all'aggregato micellare (cioè quelli dello strato di Stern) dipende dall'ingombro sterico dei gruppi di testa (quelli vicini alla parte carica).
Successivamente, nel 1979, F.M. Menger osservò come fosse praticamente impossibile disporre 60 molecole secondo una simmetria radiale senza che si avessero formazioni di cavità centrali. In questo modo introdusse il concetto di "tasca acquosa", secondo il quale le cavità sono colme di acqua a causa di alcune catene di monomeri che si protendono verso l'esterno. Il modello di micella risulta quindi significativamente più irregolare, con un "cuore micellare" di volume minore rispetto a quello prospettato da Hartley.
Altro modello degno di nota è quello proposto da P. Fromherz nel 1980, che considera le micelle come aggregati di blocchi di tensioattivo costituiti da sottounità di doppietti e tripletti che hanno fra loro catene parallele e disposte ortogonalmente. Il legame coi controioni diminuisce l'eventuale repulsione tra le teste ioniche, con la micella che assume così una forma quasi sferica e al contempo è assicurato un buon impacchettamento delle catene idrocarburiche.

## Termodinamica
Tra i modelli più semplici e adoperati nello studio della termodinamica di micellizzazione spiccano il "modello di separazione di fase" e il "modello di azione di massa".
Il "modello di separazione di fase" considera la micella come una fase, separata dalla soluzione, che si origina in seguito a un processo altamente cooperativo che ha luogo una volta raggiunta la concentrazione micellare critica di tensioattivo. In pratica la CMC può essere assimilita alla solubilità dei monomeri in soluzione.
Il "modello di azione di massa" si basa sull'esistenza di un equilibrio multiplo in soluzione tra monomeri e micelle. Gli equilibri sono espressi attraverso equazioni del tipo
n A1 ⇄ An (dove n=2,3,...)
con costante d'equilibrio {\displaystyle K_{n}={\frac {[A_{n}]}{[A_{1}]^{n}}}}, o del tipo relativo a processi consecutivi
A1 + An-1 ⇄ An (dove n=2,3,...)
con costante d'equilibrio {\displaystyle K'_{n}={\frac {[A_{n}]}{[A_{1}][A_{n-1}]}}} .
Il raggiungimento della temperatura di Krafft ha l'effetto di aumentare il disordine portando alla distruzione della struttura cristallina assunta dal tensioattivo. La formazione delle micelle è legata essenzialmente ai fattori entropici derivanti dalle interazioni idrofobiche delle catene alchiliche poste all'interno del cuore micellare, interazione che impedisce il contatto con l'acqua e provoca la distruzione della struttura organizzata in cui le molecole di solvente attorniano le catene idrocarburiche monomeriche. Evidenze sperimentali dimostrano che l'entalpia di micellizzazione ha valori generalmente bassi.